# JSUN FC
JSUNFC는 경기도에 위치한 under-18팀 유형의 유소년 축구센터이다.

## 출신 선수
- 김범수 (2000년)